# Międzynarodowa ochrona mniejszości
Międzynarodowa ochrona mniejszości – regulacje prawa międzynarodowego dotyczące statusu i praw mniejszości narodowych. Pierwsze próby uregulowania kwestii związanych z ochroną mniejszości narodowych podejmowano w XVII w. Jednak dopiero po zakończeniu I wojny światowej nastąpił rozwój tej tematyki.

## Traktaty mniejszościowe
Po zakończeniu I wojny światowej Główne Mocarstwa Sprzymierzone i Stowarzyszone, w których skład wchodziły: Stany Zjednoczone Ameryki, Wielka Brytania, Francja, Włochy i Japonia zawarły wraz z Polską Traktat Mniejszościowy. Pierwsza część traktatu zobowiązała państwa do sprawiedliwego traktowania mniejszości narodowych i religijnych. Druga część stanowiła zbiór postanowień handlowo-politycznych. Konferencja pokojowa w Paryżu w 1919 roku miała podjąć próbę rozwiązania kwestii granic. Granice państw nie pokrywały się z granicami narodowości. Traktat wersalski w sprawie ochrony mniejszości narzucił zobowiązania Czechosłowacji i Polsce.
Żadne z Głównych Mocarstw Sprzymierzonych i Stowarzyszonych, oprócz Japonii, nie wykazywały zainteresowania w podjęciu zobowiązań względem mniejszości narodowych, religijnych, czy rasowych. Przepisy o ochronie mniejszości zawierały traktaty: z Austrią, podpisany 10 września 1919 w Saint Germain en Laye, z Bułgarią zawarty 27 listopada 1919 w Neuilly sur Seine, z Węgrami z 4 czerwca 1920 w Trianon, z Turcją 24 lipca 1923 w Lozannie. Rada Ligi Narodów przyjęła gwarancje każdego z tych traktatów. Dla Austrii i Bułgarii w 1920 roku, dla Węgier w 1921, a dla Turcji w 1924.
Kolejną gwarancją praw mniejszości w stosunku do innych państw przewidziane w Traktacie Wersalskim były traktaty zawarte z pięcioma Głównymi Mocarstwami Sprzymierzonymi i Stowarzyszonymi. Tyczyły się Czechosłowacji, Polski, Jugosławii, Rumunii, Grecji, Armenii. Każdy z artykułów skierowanych do tych państw zawierał takie same dwa ustępy. Pierwszy o zobowiązaniu się do zawarcia traktatu o ochronie praw mniejszości z pięcioma Głównymi Mocarstwami Sprzymierzonymi i Stowarzyszonymi. Drugi zobowiązanie do zawarcia traktatu gwarantującego wolność tranzytu oraz sprawiedliwe traktowanie handlu innych krajów.
Państwom narzucono odpowiednie traktaty, które zwano mniejszościowymi. Wśród nich były m.in.: podpisany z Polską traktat w Wersalu z 28 czerwca 1919, z Czechosłowacją z 10 września 1919, z Jugosławią 29 listopada 1920, Rumunią 9 grudnia 1919, Grecją 10 sierpnia 1920, Armenią 10 sierpnia 1920. Międzynarodowa ochrona mniejszości obowiązywała zatem w Bułgarii, Austrii, Polsce, Rumunii, Czechosłowacji, Grecji, Turcji oraz na Węgrzech. Małe państwa, które wstępowały do Ligi Narodów, zmuszone były do deklaracji o ochronie praw mniejszości m.in.: Finlandia, Albania, Estonia, Łotwa, Litwa. Państwa, które należały już do Ligi, nie musiały składać takich zobowiązań .
Wielkie mocarstwa nie chciały dalszego rozszerzenia ustawodawstwa międzynarodowego w sprawach mniejszości. Premier Paderewski wystąpił przeciwko Traktatowi Mniejszościowemu. Argumentował to tym, że rozbiór Polski nastąpił wskutek interwencji mocarstw, które wystąpiły w sprawie jej mniejszości religijnych i obawia się mieszania innych państw do spraw wewnętrznych Polski. Premierowi zależało, aby takie zobowiązanie nałożono na zachodnie państwa.
Niemcy zobowiązane były do poszanowania praw mniejszości tylko odnośnie do Górnego Śląska. Konstytucja weimarska pozwalała na używanie języka ojczystego w szkole, administracji wewnętrznej i sądownictwie. Niemcy przestrzegały tych postanowień. Państwo to zajęło miejsce w Lidze Narodów w 1926. Celem niemieckiej polityki stało się podtrzymanie mniejszości niemieckiej w Polsce. Zależało im na zapobieganiu jej repatriacji do Niemiec i asymilacji z ludnością polską. Zamierzano wykorzystać tę sytuację do przyszłej rewizji granic.
Liga Narodów była gwarantem przestrzegania postanowień o ochronie praw mniejszości. Członkowie mniejszości mogli zwrócić się do Rady w sytuacji, w której chcieliby złożyć skargę na kraj, którego obywatelem byli. Rada wyłoniła Komitet Trzech. Zadaniem ich było badanie uzasadnienia skarg. Każdy członek miał prawo zareagować, jeśli uważał, że postanowienia traktatów mniejszościowych są nieprzestrzegane.

## Ochrona mniejszości po II wojnie światowej
Zgromadzenie Ogólne ONZ w 1966 przyjęło Międzynarodowy Pakt Praw Obywatelskich i Politycznych, który zapewniał między innymi prawo do życia, wolności, bezpieczeństwa osobistego, swobody poruszania się, prawa narodów do samostanowienia i swobodnego dysponowania bogactwami, a także gwarancji równości praw dla różnych płci, grup społecznych i etnicznych. Na straży Paktu stoi Komitet Praw Człowieka, Podkomisja do spraw Zapobiegania Dyskryminacji i Ochrony Mniejszości oraz Urząd Wysokiego Komisarza NZ do spraw Praw Człowieka.
W 1992 została przyjęta przez Zgromadzenie Deklaracja w sprawie Osób Należących do Mniejszości Narodowych lub Etnicznych, Religijnych i Językowych. Deklaracja zawierała takie prawa jak: prawo członków mniejszości do nauki, podtrzymywania tradycji, kultury, prawo do odrębności religijnej, udziału w wyborach i aktywności politycznej.
W 1995 podpisano w Strasburgu Konwencję Ramową o Ochronie Mniejszości Narodowych (Framework Convention for the Protection of National Minorities), która weszła w życie w 1998  wraz z Europejską Kartą Języków Regionalnych i Mniejszościowych (European Charter for Regional or Minority Languages). Konwencja wymieniała prawa oraz wolności przysługujące mniejszości. Realizację postanowień Konwencji monitoruje Komitet Ministrów RE przy pomocy Komitetu Ekspertów.